# Conistra mixtoides
Conistra mixtoides là một loài bướm đêm trong họ Noctuidae.